# 国家社会主義公共福祉

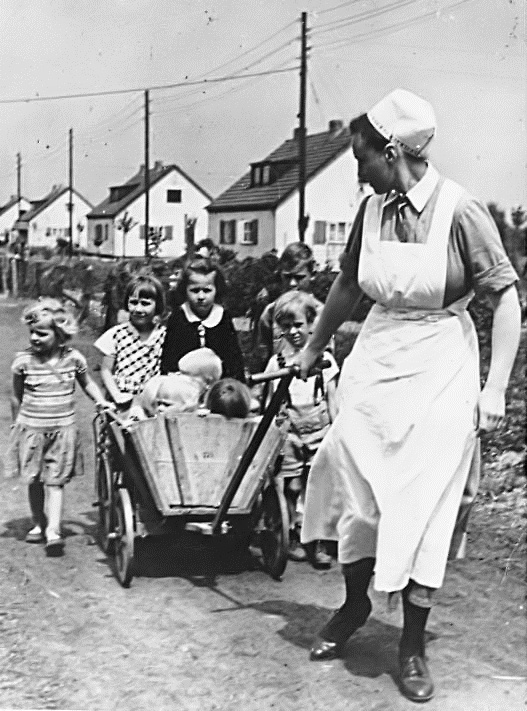
NSVの女性と子供(1943年)

国家社会主義公共福祉（ドイツ語: Nationalsozialistische Volkswohlfahrt、NSV）は、1933年から1945年まで存在したナチス・ドイツのソーシャルワーク組織。国家社会主義ドイツ労働者党（ナチス）によるドイツの政権獲得後に設立された。本部はベルリン。
日本語では「National」や「Volks」の解釈により、民族社会主義者国民福祉局、ナチス民衆福祉団、ナチス福祉局、ナチス国民厚生団、ナチス国民救済団など多数の訳がある。

## 概要
当時は既にドイツ赤十字社やプロテスタント系、カトリック系などの社会福祉組織が存在していたが、NSVは1933年5月3日に設立され、その組織構造は、地方、地区(Kreis)，グループ行政などナチス党をモデルとした。主な部門は社会福祉、青少年サービス、公衆衛生、宣伝、トレーニング、財務管理などの6部門だった。1938年頃には純粋なサービスへ重点を移し、経済的に貧困な家庭を援助した。また同様の宗教的組織と競争する形で子供を援助し、幼稚園を運営した。有名な施策には母子援助活動がある。

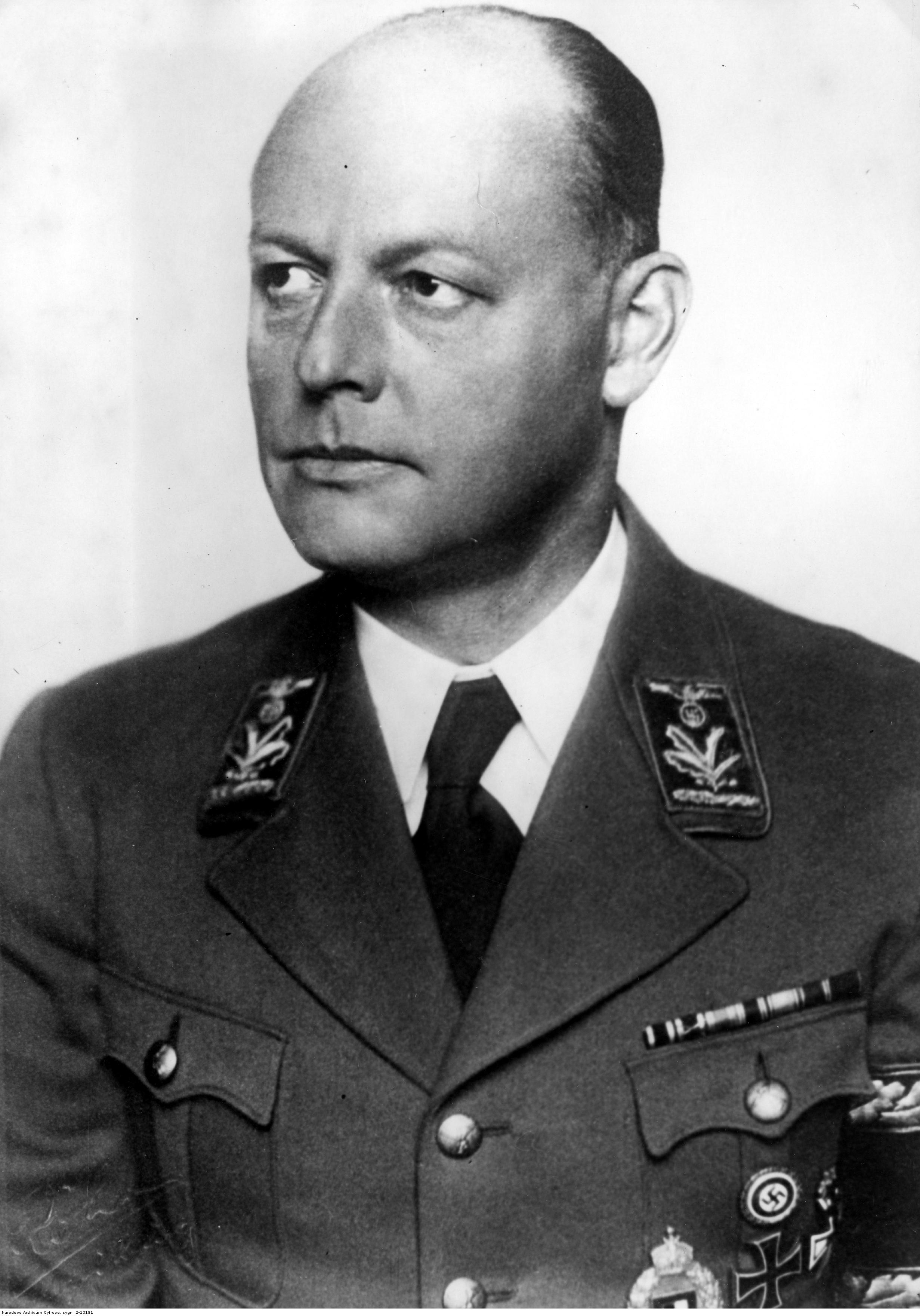
エーリッヒ・ヒルゲンフェルト

正式設立前にはエーリッヒ・ヒルゲンフェルトが組織の事務局長となり、1931年4月20日のアドルフ・ヒトラー誕生日を祝うチャリティー運動を組織した。後にヨーゼフ・ゲッベルスがNSVの指導者となり、1933年5月にNSVはナチスの唯一の福祉組織として位置づけられた。同年9月21日、ヒルゲンフェルトは冬季援助活動のための国家委員に指名された。ヒルゲンフェルトの下でこのプログラムは大きく拡張され、政府は「世界で最も偉大な社会機関」と呼び評価した。1939年にはNSVは、ナチス傘下組織でドイツ労働戦線に次いで2番目の規模となった。
第二次世界大戦中は、特に子供や青少年労働の分野でNSVは政府の責任の更に多くを引き継いだ。またNSVはしばしばユダヤ人を差別し、彼らへの援助提供を拒絶した。
第二次世界大戦敗北後、アメリカ占領地域ではナチス党とその全ての関連組織を違法とする特別法を公布した。この「第五の法」とも呼ばれた非ナチ化で、全てのナチス党関連組織と同様に、NSVにも解散命令が発行された。ドイツの社会福祉組織は、西ドイツと東ドイツのそれぞれで、新規に再建されなければならなかった。

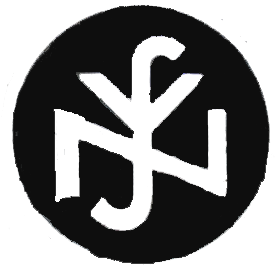
NSVのエンブレム
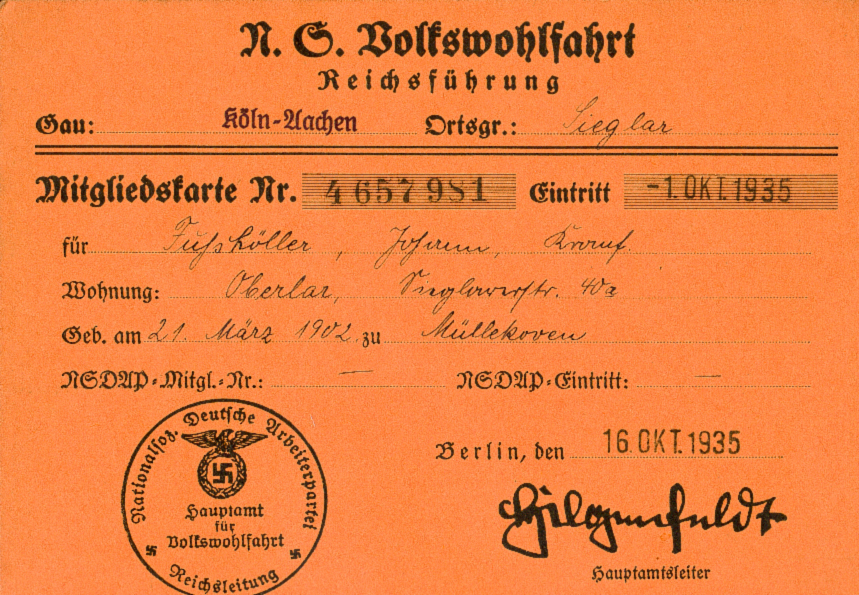
NSVの会員証
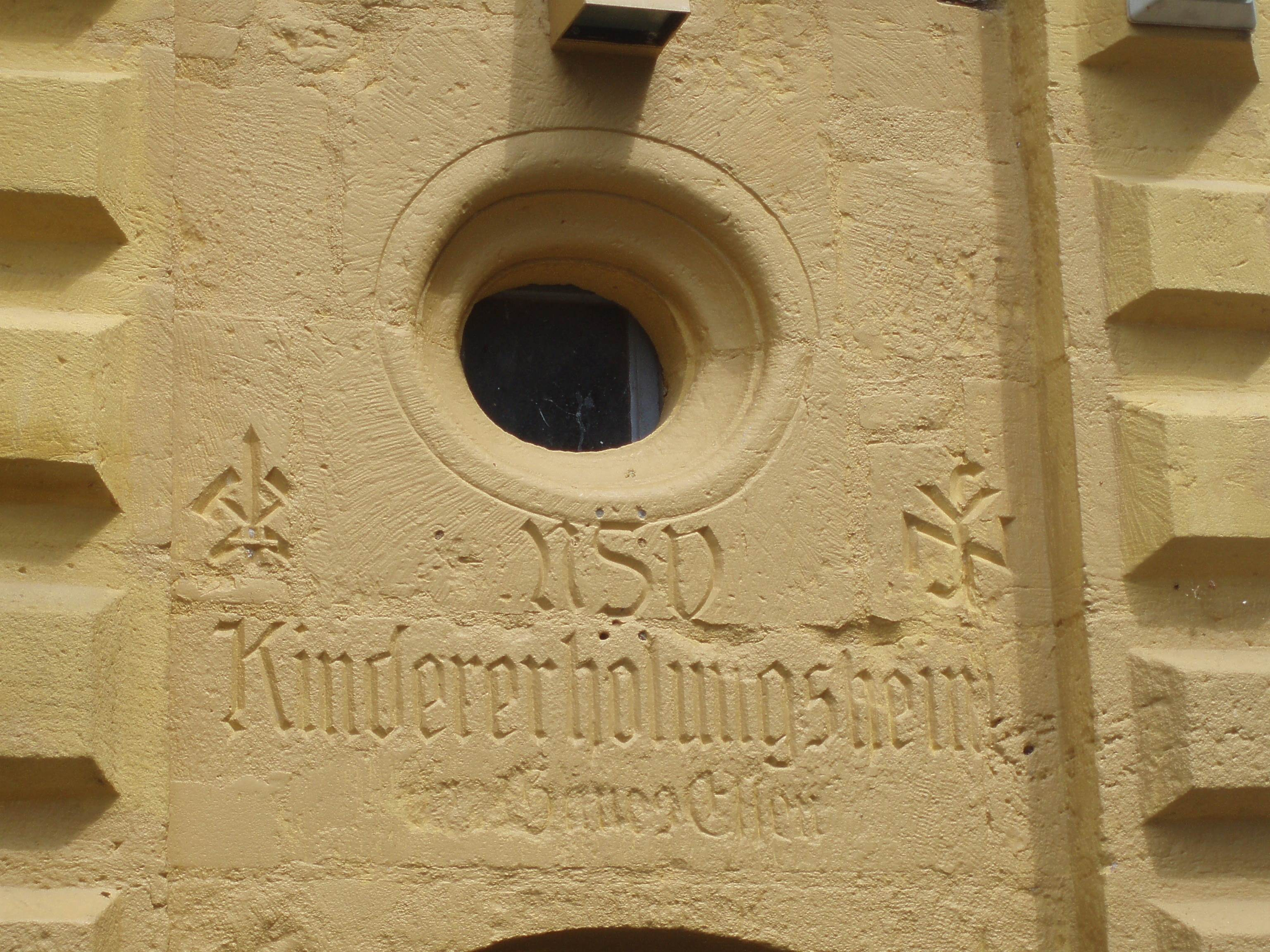
Marisfeld (de)地区の旧NSV児童施設の碑文

## 関連書籍
- 「健康帝国ナチス」（ロバート・N. プロクター、草思社、2003年） - 原題「The Nazi War on Cancer」